# Satyrus hippolytus
Satyrus hippolytus är en fjärilsart som beskrevs av Herbst 1796. Satyrus hippolytus ingår i släktet Satyrus och familjen praktfjärilar. Inga underarter finns listade.